# 90... la paura
90... la paura (Le mystère Saint-Val) è un film del 1945 diretto da René Le Hénaff.

## Trama
Désiré Le Sec, impiegato nella compagnia assicuratrice dello zio, sogna di diventare un investigatore. Suo zio lo incarica di indagare sulla morte del padrone del castello di Saint-Val.

## Produzione
Le riprese si svolsero negli stabilimenti di Boulogne-Billancourt dal 18 dicembre 1944 all'8 febbraio 1945. È stato il primo film di Fernandel dopo la liberazione di Parigi.

## Distribuzione
Venne distribuito in Francia a partire dal 19 settembre 1945, mentre in Italia uscì nelle sale tra il 1948 e il 1949.

## Accoglienza
Il film è stato un grande successo in Francia, registrando incassi per 2.397.153 di franchi.
James Travers di Film de France ha offerto che il film sembra aver preso in prestito la sua trama da Dieci piccoli indiani ma con una "svolta comica decisamente poco divertente". Se visto con i numeri musicali ora rimossi contenuti nella sua versione originale, il film "era probabilmente più digeribile". Riassumendo, Travers ha ritenuto che le gag fossero prevedibili, la trama "hackneyed e pedestrian", e il "pay-off privo di fantasia sicuramente non premia lo spettatore", concludendo che questo ha segnato il film come "chiaramente non l'ora migliore di Fernandel".